# Fredy Schmidtke
Fredy Schmidtke (Köln-Worringen, 1 juli 1961 - Dormagen, 1 december 2017) was een West-Duits wielrenner.
Schmidtke won tijdens de Olympische Zomerspelen 1984 de gouden medaille op de 1km tijdrit. In 1982 was Schmidtke al wereldkampioen geworden.

## Resultaten
| Jaar | WK          | Olympische Zomerspelen  |
| ---- | ----------- | ----------------------- |
| 1981 | 1km tijdrit |                         |
| 1982 | 1km tijdrit |                         |
| 1984 |             | 1km tijdrit · 8e sprint |

1896: Paul Masson ·
1928: Willy Falck Hansen ·
1932: Dunc Gray ·
1936: Arie van Vliet ·
1948: Jacques Dupont ·
1952: Russell Mockridge ·
1956: Leandro Faggin ·
1960: Sante Gaiardoni ·
1964: Patrick Sercu ·
1968: Pierre Trentin ·
1972: Niels Fredborg ·
1976: Klaus-Jürgen Grünke ·
1980: Lothar Thoms ·
1984: Fredy Schmidtke ·
1988: Aleksandr Kiritsjenko ·
1992: José Manuel Moreno Periñan ·
1996: Florian Rousseau ·
2000: Jason Queally ·
2004: Chris Hoy
- Gemeinsame Normdatei: 189457538
- Virtual International Authority File: 220991275